# Charles Hoskinson

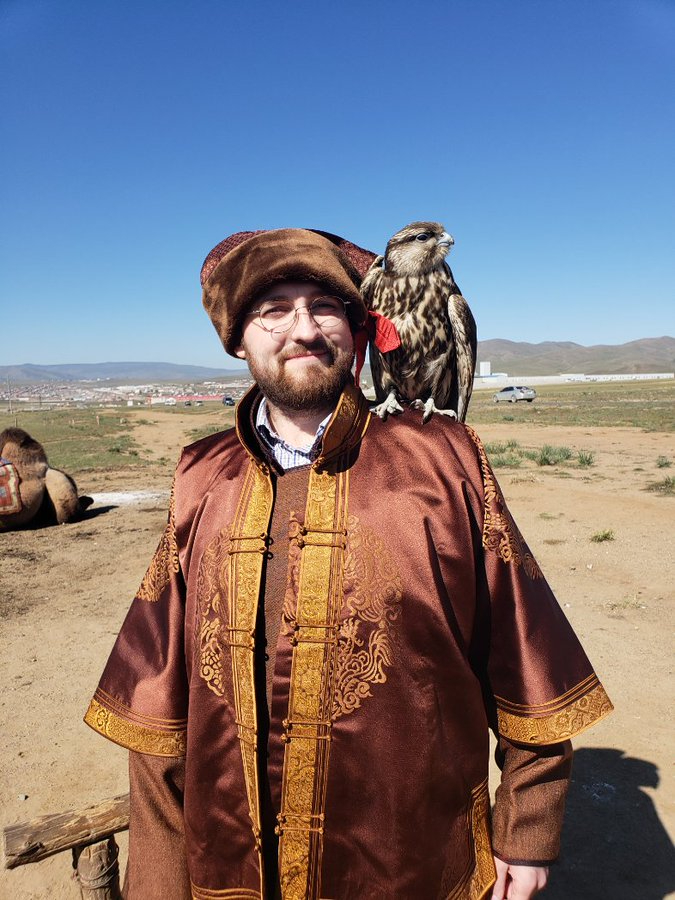
Charles Hoskinson

Charles Hoskinson (geboren 1987) ist der Gründer der Blockchain-Plattform Cardano und Mitbegründer von Ethereum.

## Karriere
Er besuchte die Metropolitan State University of Denver und die University of Colorado Boulder, wo er analytische Zahlentheorie studierte.
2013 kündigte Hoskinson einen Beratungsjob, um ein Projekt namens Bitcoin Education Project zu starten. Laut Hoskinson „macht das begrenzte Angebot Bitcoin zu digitalem Gold“.

### Ethereum
Hoskinson trat Ende 2013 zusammen mit Vitalik Buterin dem Gründungsteam von Ethereum als einer von acht Gründern bei. Hoskinson verließ das Ethereum-Team 2014 aufgrund eines Interessenkonflikts mit Buterin. Hoskinson plädierte für eine kommerzielle Ausrichtung des Projekts, während Buterin eine Non-Profit-Organisation vor Augen hatte. Nach seinem Ausstieg bei Ethereum begab Hoskinson sich in ein sechsmonatiges Sabbatical.

### IOHK & Cardano
Hoskinson wurde vom ehemaligen Ethereum-Kollegen Jeremy Wood angesprochen, um ein neues Projekt namens IOHK (Input Output Hong Kong) zu gründen, ein Ingenieur- und Forschungsunternehmen, das Kryptowährungen und Blockchains herstellt. Das Schlüsselprojekt von IOHK ist Cardano, eine öffentliche Blockchain- und Smart-Contract-Plattform, auf der die Kryptowährung ADA bereitgestellt wird.

### Beteiligung an Universitäten
2017 sponserten Hoskinson und IOHK der University of Edinburgh und dem Tokyo Institute of Technology Forschungslabore mit dem Schwerpunkt auf Blockchain-Technologie. Im Jahr 2020 eröffnete Hoskinson ein Blockchain-Forschungsprojekt an der University of Wyoming. Die Zusammenarbeit beinhaltete ein Geschenk von 500.000 USD an die University of Wyoming, um die Entwicklung der Blockchain-Technologie durch die Schaffung eines UWYO-IOHK Advanced Blockchain and Development Laboratory zu unterstützen. IOHK hat auch Verbindungen zur Universität von Edinburgh mit ihrem Chefwissenschaftler Aggelos Kiayias.

### Meinung über Bitcoin
Laut Hoskinson war der Anstieg des Stromverbrauchs bei Bitcoin unvermeidlich. „Der Energieverbrauch von Bitcoin hat sich seit Beginn seines letzten Höchststandes im Jahr 2017 mehr als vervierfacht und wird sich voraussichtlich verschlechtern, da die Energieineffizienz in die DNA von Bitcoin eingebaut ist.“